# Tapachula International Airport
Tapachula International Airport är en flygplats i Mexiko.   Den ligger i kommunen Tapachula och delstaten Chiapas, i den sydöstra delen av landet, 900 km sydost om huvudstaden Mexico City. Tapachula International Airport ligger 29 meter över havet.
Terrängen runt Tapachula International Airport är platt. Runt Tapachula International Airport är det tätbefolkat, med 343 invånare per kvadratkilometer. Närmaste större samhälle är Tapachula, 17,1 km nordost om Tapachula International Airport. Trakten runt Tapachula International Airport består till största delen av jordbruksmark.